# 竹田津鎮満
竹田津 鎮満（たけたづ しげみつ、? - 慶長5年（1600年））は、戦国時代の武将。通称は形部少輔、志摩守、一木。大友氏の家臣。豊後国国東郡竹田津城城主。

## 人物
豊後大蔵氏（日田氏）の支流竹田津氏の一族。
永禄12年（1569年）、鎮満は毛利元就との合戦に吉弘鑑理に従って出陣した。天正10年（1582年）に秋月種実・高橋元種が豊前国へ侵入してくると、大友義統の命令で田原親家（大友親家）に従って佐野城（宇佐郡）を陥落させた。その後、岐部一達・臼杵鎮定とともに義統の側近として抜擢された。義統が文禄の役に出陣している間、鎮満は豊後に留まり尊寿院の警護を担当した。義統が敵前逃走を理由に改易され、常陸国水戸へ流されると鎮満もこれに従った。慶長5年（1600年）、関ヶ原の戦いで西軍に属した義統に従い豊後に下り、石垣原の戦いで討ち死にを遂げた。